# Wilhelm Gericke

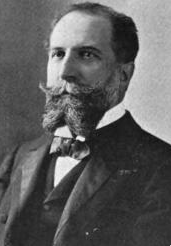
Wilhelm Gericke, vor 1905

Wilhelm Gericke (* 18. Mai 1845 in Schwanberg; † 27. Oktober 1925 in Wien) war ein österreichischer Dirigent und Komponist. Seine Eltern waren Friedrich Gericke (* 1810), der sich in Schwanberg als Händler niedergelassen hatte und Katharina Spitzi aus Leutschach, eine Geliebte seines Vaters. Als Geburtsort wird der Wohnort der Familie seines Vaters Schwanberg, aber auch Graz angegeben.

## Leben
Wilhelm Gericke studierte in Wien, Unterricht nahm er 1862–1865 beim Kapellmeister der Wiener Hofoper Otto von Desoff, ehe er an den Opernhäusern von Linz und Wien arbeitete. Nachdem er 1874 zum Kapellmeister der Wiener Hofoper ernannt worden war, leitete er dort u. a. die Wiener Erstaufführung von Richard Wagners Oper Tannhäuser. Neben seiner Begeisterung für Wagner machte er sich in Wien für seine Aufführungen französischer und italienischer Opern einen Namen. Ab 1880 leitete er die Konzerte der Gesellschaft der Musikfreunde des Österreichischen Kaiserstaates. 
Er wirkte später zwei Perioden in den Vereinigten Staaten, wo er 1884–1889 und 1898–1906 Musikdirektor des Boston Symphony Orchestra war. Sein dortiges Wirken fand wesentlich größere Anerkennung als in Wien, wo er umstritten gewesen war. Der Philanthrop Henry Lee Higginson ermöglichte ihm die Anstellung einer ganzen Gruppe europäischer Musiker und finanzierte die Anschaffung der Ausrüstung des Orchesters mit Geigen aus Wien.
Er komponierte eine Operette, Lieder, ein Requiem und Kammermusik. Diese Kompositionen waren nicht erfolgreich.
1884 wurde Gericke Ehrenmitglied der Gesellschaft der Musikfreunde in Wien.
An seinem Heimathaus in Schwanberg, Hauptplatz 13, erinnert eine Gedenktafel an ihn.
Der Gerickesteg in Berlin ist nicht nach ihm benannt, sondern nach dem gleichnamigen Berliner Kaufmann und Stadtverordneten Wilhelm Gericke (* 19. Januar 1838; † 12. Juni 1926).

## Kompositionen
- Schön Hannchen (Operette, uraufgeführt in Linz 1865[3])
- Maiglöckchen
- Muntrer Bach, was rauscht du so?
- Wach auf, du schöne Träumerin